# Midtre Rotøyna
Midtre Rotøyna est une île norvégienne du comté de Hordaland appartenant administrativement à Hauglandshella.

## Description
Rocheuse et désertique, elle s'étend sur environ 614 m de longueur pour une largeur approximative de 366 m.